# Triangolo di regresso

Rappresentazione di un triangolo di regresso

Un triangolo di regresso è una disposizione di binari ferroviari a forma triangolare con un deviatoio su ogni vertice. Può essere utilizzato per delle congiunzioni tra tracciati ferroviari confluenti, o come una infrastruttura che permette di invertire il posizionamento (regresso) di una motrice ferroviaria asimmetrica  (come ad esempio una locomotiva a vapore o un mezzo tranviario unidirezionale), similmente a quanto ottenibile tramite una piattaforma girevole, un cappio di ritorno o una stella di inversione.